# Malatione

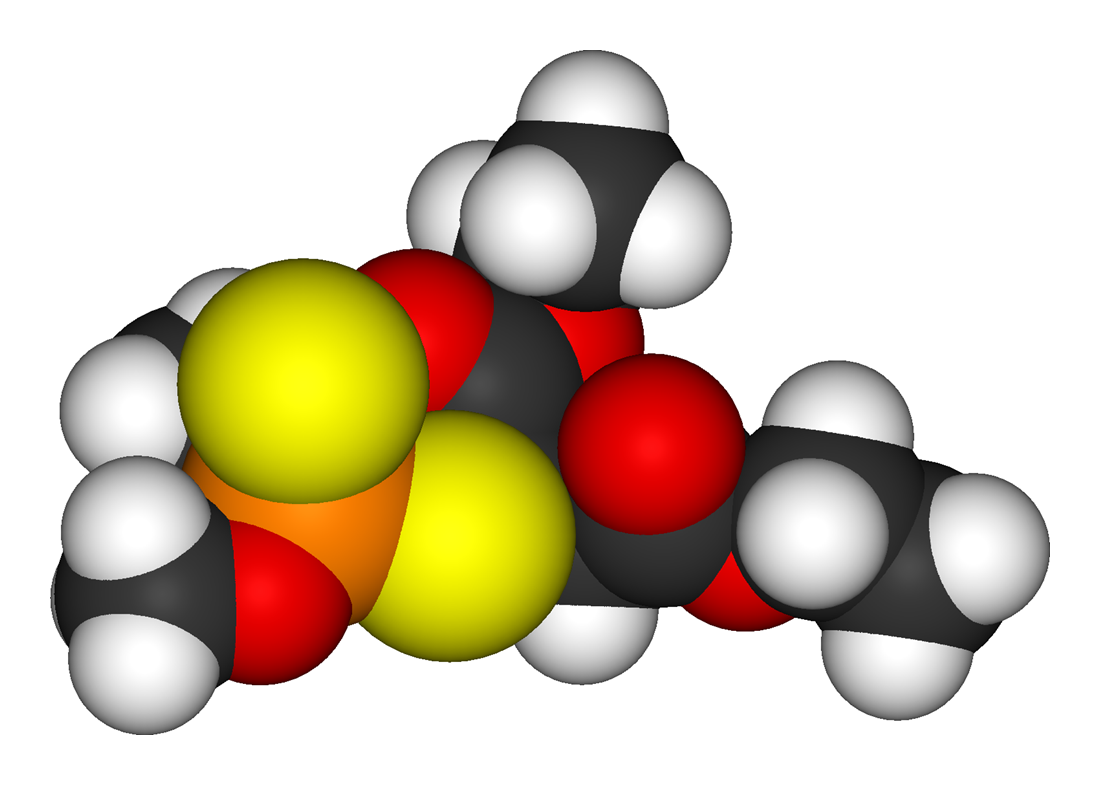
Modello del malatione, che mostra i raggi di van der Waals di ciascun atomo

Il malatione è un insetticida e acaricida organofosfato (fosforoditiodato) parasintomatico che si lega in maniera irreversibile alla colinesterasi, con una tossicità relativamente bassa per l'uomo.
In Italia è conosciuto soprattutto come malathion, in URSS era conosciuto come carbofos, in Nuova Zelanda e in Australia come maldisone e in Sudafrica come mercaptotione.

## Rischi
Il malatione si degrada in malaossone, che è 60 volte più tossico del malatione. Per questa ragione, se il malatione è usato talvolta in ambienti chiusi, appena si degrada in malaossone, può seriamente intossicare gli occupanti che vivono o lavorano in quell'ambiente. Il malatione presente in acqua non trattata si converte in malaossone durante la fase di clorurazione dell'acqua, per cui il malatione non dovrebbe essere utilizzato in acque destinate al consumo o in qualunque acqua a monte.
Nel 1976 in Pakistan, numerosi lavoratori furono avvelenati dall'isomalatione, una comune impurità del malatione, in grado di inibire la carbossilesterasi nei soggetti esposti alla sostanza.

## Usi clinici
Il malatione è usato in gel nel trattamento del pediculus humanus capitis, del pediculus humanus corporis, dello Phthirus pubis e della scabbia. Uccide sia le uova che i pidocchi adulti.

## Storia dell'utilizzo
Negli Stati Uniti, è l'organofosfato più comunemente usato come insetticida.
Fu adoperato negli anni Ottanta in California per combattere la mosca mediterranea della frutta, diffuso su vasta scala per mezzo di aerei sulle comunità suburbane per un periodo di vari mesi. Formazioni di tre o quattro elicotteri sorvolarono le porzioni suburbane della Contea di San Bernardino rilasciando una mistura di malatione e sciroppo di frumento, utilizzato come esca per le mosche della frutta. Il malatione fu anche usato per lo stesso scopo in Australia.
Il malatione fu utilizzato in molte città per combattere il virus del Nilo occidentale. Tra l'autunno 1999 e la primavera 2000, Long Island e i cinque sobborghi di New York City furono spruzzati col malatione. L'uso dell'insetticida fu criticato per la morìa di locuste marine a Long Island Sound.
Il Manitoba ordinò il suo uso su Winnipeg nel luglio 2005 come parte della campagna contro il virus del Nilo occidentale. In precedenza, il malatione era stato usato negli ultimi due decenni, in maniera regolare, durante i mesi estivi per eliminare le larve di zanzara. Winnipeg è la sola grande città del Canada con un programma di controllo delle zanzare basato sul malatione.
Il malatione è anche utilizzato insieme al gasolio sulle aree dove vi è abbondanza di zanzare. Diluendo il miscuglio, diventa molto più debole, con il risultato che le zanzare non vengono uccise ma diventano resistenti, rendendo meno efficaci i successivi trattamenti.

## Regolamentazione
Per l'Unione europea l'uso di questo principio attivo è vietato dalla decisione 2007/389/CE a seguito dell'esame relativo all'iscrizione all'allegato I della direttiva 91/414/CEE.